# レイクオスウィーゴ (オレゴン州)
レイクオスウィーゴ（英: Lake Oswego）は、アメリカ合衆国オレゴン州のクラカマス郡にある都市。人口は4万0731人（2020年）。市域の一部はマルトノマ郡とワシントン郡にも入っている。ポートランドの南14キロメートルに位置している。市内に164ヘクタールの面積を持つ私有湖であるオスウィーゴ湖がある。

## 歴史

### 18世紀以前
現在レイク・オスウィーゴとして知られる地には、クラカマス・インディアンが先住していたが、ヨーロッパ人探検家・貿易家などによって持ち込まれた病気により部族の人口は減少した。オレゴン街道を辿って多くの人々が移入する以前には、ウィラメット川とトゥアラティン川に挟まれた土地には、初期の開拓者の家と農場がわずかに散在していた。

### 19世紀
1850年の供与地請求法と後続するホームステッド法に推進され、多くの人々がまだ当時は空き地ばかりだったこの地に到着した。
1847年、アルバート・アロンゾ・ダーラムによってオスウィーゴの町が設立された。オスウィーゴとはダーラムの出身地であるニューヨーク州オスウィーゴ郡に由来する。ダーラムはサッカー・クリーク（現：オスウィーゴ・クリーク）沿いに製材工場を建設し、これがオスウィーゴにおける産業の起こりとなった。
1855年、連邦政府は残存していたクラカマス・インディアンを、ヤムヒル郡近くのグランド・ロンド・インディアン居留地に強制移住させた。
オレゴン州の歴史では初期にあたるこの時期、通商はポートランドからウィラメット川を辿ってオレゴンシティへ、またトゥアラティン川渓谷を上ってトゥアラティン、ショールズ、ヒルズボロへと進んでいた。深い森と雨に濡れて泥まみれになった道々により陸上の交通は難しかった。この地域の河川沿いには、当時用いられていた船着場、連絡線乗降場、カバードブリッジ（屋根付き橋）の名残を現在も見ることができる。レイクオスウィーゴ市で現在のジョージ・ロジャーズ・パーク内にある船着場は、ダーラムによって1850年頃木材輸送を目的として開発されたと考えられている。トライオン・クリークとウィラメット川の合流地点の近くにもかつては船着場が存在した。

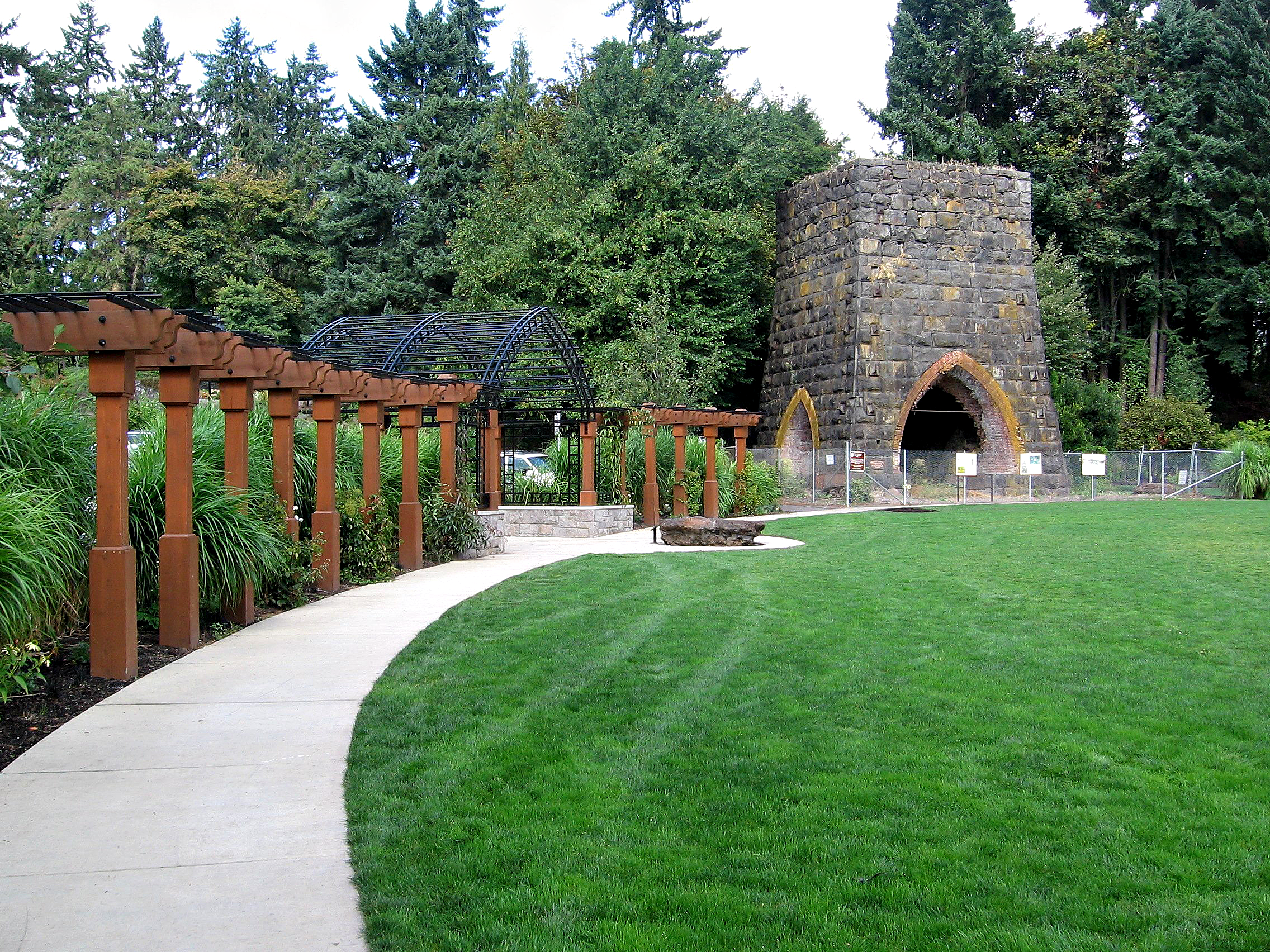
1866年に建造されたオレゴン・アイロン・カンパニーの溶鉱炉の遺構。ジョージ・ロジャーズ・パーク内にある。

1865年、トゥアラティン渓谷で鉄鉱石が発見されたことに推進され、オレゴン・アイロン・カンパニーが設立。その後、2年以内に西海岸で初となる溶鉱炉が建造された。これはコネチカット州北西部で一般的だったアーチ状の溶鉱炉に倣って造られている。オスウィーゴ・アイロン・カンパニーやオレゴン・アイロン・アンド・スチール・カンパニーが続いて設立し、オスウィーゴは「西部のピッツバーグ」へと向かいつつあった。
1886年、ポートランド・アンド・ウィラメット・バレー鉄道が延伸し、オスウィーゴに鉄道が敷かれた。オスウィーゴからポートランドまで11.3 km (7 mi) の直行便が運行された。これ以前は、オスウィーゴの町へは粗野な道を通るか川を船で行くしかアクセスの手段がなかった。鉄道が到着はオスウィーゴにとって、良くもあり悪くもあった。オスウィーゴでは線路に沿って宅地造成が推進され、従来の地域産業を幅を超えた発展が可能になった。しかし、五大湖地域で採掘された安価ながらも高品質な鉄が容易に現地に入り込むようになり、オスウィーゴの地域産業の衰退に繋がった。
1890年の時点で、オスウィーゴは12,305トンの銑鉄を生産し、同産業の雇用人口は絶頂期で約300人に上った。この成功はオスウィーゴの発展の刺激となり、同時点で4軒の雑貨屋、1軒の銀行、2軒の理髪店、2軒のホテル、3軒の教会、9軒の酒場、1軒の薬局に加え、1軒のオペラハウスまで存在した。
鉄産業は、19世紀末期の関連産業における全ベンチャー企業の支配を目論んでいた数人のポートランドの投資家がデザインした戦略の最も重要な部分であった。船や鉄道の運営はオレゴン・スチーム・ナビゲーション・カンパニー（後のオレゴン・レイルウェイ・アンド・ナビゲーション・カンパニー）が司っていた。現地の独占企業は地域内で高まる鉄鋼の需要に応答し、地元の経済の歴史において重要な役割を果たした。

### 20世紀
オレゴン・アイロン・アンド・スチール・カンパニーは20世紀になると土地開発に乗り出し、保有していた 97 km² (24,000 acres) の土地を売却、1905年にはオスウィーゴ・クリーク沿いに工場を建設、また電信柱を立てることで数年後にはオスウィーゴの住民に電気が供給されるようになった。精練所の水需要が収まってくると、湖と町のレクリエーションへの可能性が見出され、急速な成長を遂げることとなる。
1910年、オスウィーゴの自治体が法人化され設立した。
ポートランド・アンド・ウィラメット・バレー鉄道を19世紀末に買収したサザン・パシフィック鉄道は、そのレールの軌間を狭い幅のものから標準的なものへと拡大し、1914年には電気を通したことで、オスウィーゴとポートランドの間に高速で快適な列車便が運行されるようになった。
旅客輸送は1920年にその絶頂期を迎え、ポートランドとの間を1日64便が行き来した。しかし9年後には旅客サービスは終了し、同線はポートランドのサウスウォーターフロントまで貨物輸送に用いられるようになるが、1984年に廃止を迎えた。その後も線路は保存され、現在はウィラメット・ショア・トロリーが同線を走り、観光客を集めている。
オレゴン・アイロン・アンド・スチール・カンパニーの売上の恩恵を享受した土地開発家の一人にポール・マーフィーがいる。マーフィーが所有する「オスウィーゴ・レイク・カントリー・クラブ」は設立したばかりのオスウィーゴ市を「遊びながら暮らす」場所として発展させる一助となった。マーフィーは市の西部に水道システムを初めて供給させた事業に関与し、また1930年代から1940年代にかけて豪邸設計の推進事業に関与し、オスウィーゴを「魅力的な住みたい町」へと変貌させていった。1940年代から1950年代にかけても、オスウィーゴの開発は継続し更なる住宅地の拡大を見た。
1960年、オスウィーゴは隣接するレイクグローヴを合併し、レイクオスウィーゴへと改名した。

## 地理

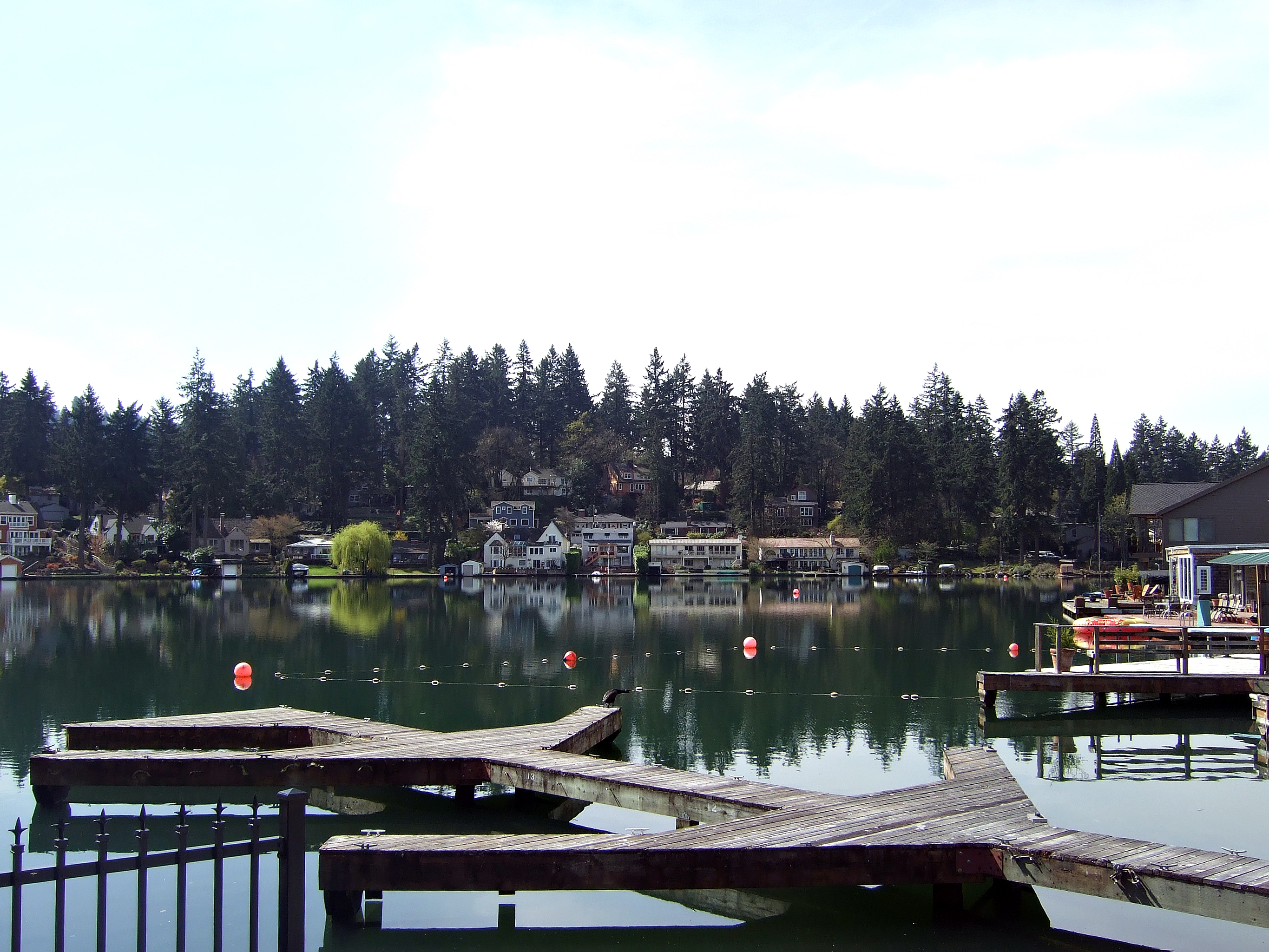
オスウィーゴ湖

アメリカ合衆国国勢調査局によれば、レイクオスウィーゴ市の総面積は 28.4 km² (10.9 mi²) で、その内 26.8 km² (10.4 mi²) が陸地、5.57% にあたる 1.6 km² (0.6 mi²) が水面である。
オスウィーゴ湖はレイクオスウィーゴ・コーポレーションが管理する私有湖で、かつてクラカマス・インディアンがワルガ（Waluga、野生の白鳥）と呼称していた自然湖を人為的に拡張した湖である。湖を一望できる家々や湖畔の不動産の価格は高騰しており、非常に人気が高い。湖上は船の航行が可能で、東側の船渠から上陸して近場まで歩いていくことができる。トゥアラディンから引かれている重要な用水路は、20世紀初頭に開削されたものである。
5 - 10年に一度、オスウィーゴ湖の水位が下がる。これはダムの水門が開くことによりオスウィーゴ湖の水がオスウィーゴ・クリークを経てウィラメット川に流れるためであるが、これによって湖畔の土地の所有者は船渠や船小屋を修理する機会を得られている。近年では2006年10月に水位の低下が行われた。
レイクオスウィーゴの市域はシルヴァニア山まで、またレイクグローヴを経てトゥアラティンまで及んでいる。

## 人口動態
レイクオスウィーゴは高所得者層の住む有数のポートランド郊外都市である。レイクオスウィーゴの2000年の平均世帯所得は71,597米ドルで、1990年の57,499米ドルから大きく上昇した。ポートランド都市圏に広く見られるように住宅価格は急騰しており、1990年には142,600米ドルだった同市の平均住宅価格は、2000年には296,200米ドルになり、10年間で2倍以上に膨れ上がった。市内にはオレゴン州屈指の高価格な不動産が見られるが、この傾向は特に湖周辺の地域に顕著である。2007年に推定された土地を含めた一住宅平均価格は、湖から離れた場所で750,000米ドル、湖沿いでは1,000,250米ドルに上った。これらの値はオレゴン州の市の中では最も高いものとなっている。
以下は2000年国勢調査による人口統計データである。
| - 人口: 35,278人 - 世帯数: 14,769世帯 - 家族数: 9,665家族 - 人口密度: 3,409.7人/km²（8,831人/mi²） - 住居数: 15,741軒 - 住居密度: 587.2軒/km²（1,521.4軒/mi²） 人種別人口構成 - 白人: 91.1% - アフリカン・アメリカン: 0.6% - ネイティブ・アメリカン: 0.3% - アジア人: 4.6% - 太平洋諸島系: 0.2% - その他の人種: 0.7% - 混血: 2.5% - ヒスパニック・ラテン系: 2.3% 年齢別人口構成 - 18歳未満: 24.8% - 18-24歳: 6.1% - 25-44歳: 26.8% - 45-64歳: 31.0% - 65歳以上: 11.4% - 年齢の中央値: 41歳 - 性比（女性100人あたり男性の人口） - 総人口: 92.9 - 18歳以上: 88.2 | 世帯と家族（対世帯数） - 18歳未満の子供がいる: 32.0% - 結婚・同居している夫婦: 56.2% - 未婚・離婚・死別女性が世帯主: 6.9% - 非家族世帯: 34.6% - 単身世帯: 27.9% - 65歳以上の老人1人暮らし: 7.9% - 平均構成人数 - 世帯: 2.38人 - 家族: 2.95人 収入と家計 - 収入の中央値 - 世帯: 71,597米ドル - 家族: 94,587米ドル - 性別 - 男性: 66,380米ドル - 女性: 41,038米ドル - 人口1人あたり収入: 42,166米ドル - 貧困線以下 - 対人口: 3.4% - 対家族数: 2.3% - 18歳未満: 2.0% - 65歳以上: 4.0% |

## 行政
市会 - 支配人制の議会形態を採用し、選出された有志の市議会に政策決定権を付与している。議会は1人の市長と6人の市議会議員から構成され、その全員は選挙により選ばれ、任期は4年である。
日々の公務は選任された専門の市支配人によって行われる。市の常勤職員・非常勤職員のほとんどが市支配人の監督下にある。この職員には警察署長、消防所長、市支配人補佐、地域開発監督も含まれる。大きなグループは次の通りである。
- 警察署、消防署 - それぞれ約50人で構成。
- 図書館、公園、レクリエーションの各部局 - 合計で70人で構成。
- 工業、計画、整備の各部局 - 合計80人で構成。

### 市民の政治活動への関与
市議会の土地利用計画などの活動への市民の参加に各地区協会が正式な役割を担っている。地区協会の役割は州法および市法により規定されている。2005年2月現在、レイクオスウィーゴ市には次の20の地区協会がある：ブルーヘロン、ブライアント、カントリークラブ＝ノースショア¤、エバーグリーン、ファーストアディション、フォレストハイランズ、グレンモリー、ハリナン、ホリーオーチャード、レイクフォレスト、レイクグローヴ、レイクウッド¤、マクベイ＝サイスショア¤、オーククリーク、オールドタウン、パリセイズ¤、ローズウッド、アップランズ、ワルガ、ウェストリッジ。（¤の印が付いた協会は湖畔の地所を含む。）
オーククリーク地区とホリーオーチャード地区に挟まれ、フォレストハイランズ地区とアップランズ地区の西に位置するマウンテンパーク地区は、住居所有者協会であり、現地住民ための地区協会の役割を果たしている。
市民の政治活動への関与に関する統計は次の通り。
- 登録投票者：23,061
- 市民顧問機関：10
- 地域の有志者：500+
- 地域の救急隊として訓練された市民：487

## 公立学校

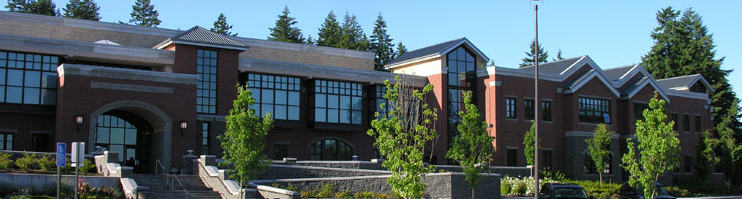
レイクオスウィーゴの学校は2000年代初頭に大規模な改築が行われた。レイクオスウィーゴ高等学校は完全に立て直され、500席を持つシアターとアーチ状の天井を持つカフェテリアを新設し、2005年に教育が再開された。

レイクオスウィーゴ公立学区には、9校の小学校、2校の中学校、2校の高等学校があり、合計で305人の教師が指導に携わり、7,163人の生徒が学んでいる。教師1人当たりの平均生徒数は23人。また現地のカトリック教会がK-8教育（就学前から第8学年までの教育）を行っている。

## 文化施設・レクリエーション施設
合計で 2.3 km² (573 acres) の公園および公共空間が市によって管理されている。これは24の公園、アンフィシアター、水上公園、ウィラメット川沿いのウォータースポーツセンター、老人センター、自己資金による公立のゴルフコース、屋内テニスセンター、7つの屋外テニスコート、5つの休憩所を含む。その他、旧レイクグローヴ公立学区内に住む人々に開かれた水上公園がある。また、民間の施設ではオスウィーゴ・レイク・カントリー・クラブと乗馬クラブがある。

## 姉妹都市
レイクオスウィーゴ市は1つの姉妹都市を持つ。
- 埼玉県吉川市（日本）[8]